# Trichoplusia nyei
Trichoplusia nyei är en fjärilsart som beskrevs av Claude Dufay 1972. Trichoplusia nyei ingår i släktet Trichoplusia och familjen nattflyn. Inga underarter finns listade i Catalogue of Life.